# Jason Christie
Jason Christie (Ashburton, Canterbury, 22 de desembre de 1990) és un ciclista de Nova Zelanda. Professional des del 2010, combina la carretera amb el ciclisme en pista. Actualment milita a l'equip Team Sapura Cycling.

## Palmarès en pista
- 2008
  - Campió d'Oceania en Scratch

## Palmarès en ruta
- 2010
  - Vencedor d'una etapa del Tour de Vineyards
- 2011
  -  Campió de Nova Zelanda sub-23 en contrarellotge
  - Vencedor d'una etapa del Tour de Vineyards
- 2012
  - Vencedor d'una etapa del Tour de Vineyards
- 2013
  - Vencedor d'una etapa del New Zealand Cycle Classic
  - Vencedor d'una etapa del Tour de l'Ijen
  - Vencedor d'una etapa del Tour de Vineyards
- 2015
  - 1r a la Volta a Okinawa
  - Vencedor d'una etapa del New Zealand Cycle Classic
- 2016
  -  Campió de Nova Zelanda en ruta
  - Vencedor d'una etapa del Tour de l'Ijen
  - Vencedor d'una etapa del Tour de Flores
- 2018
  -  Campió de Nova Zelanda en ruta